# Reich am Platz

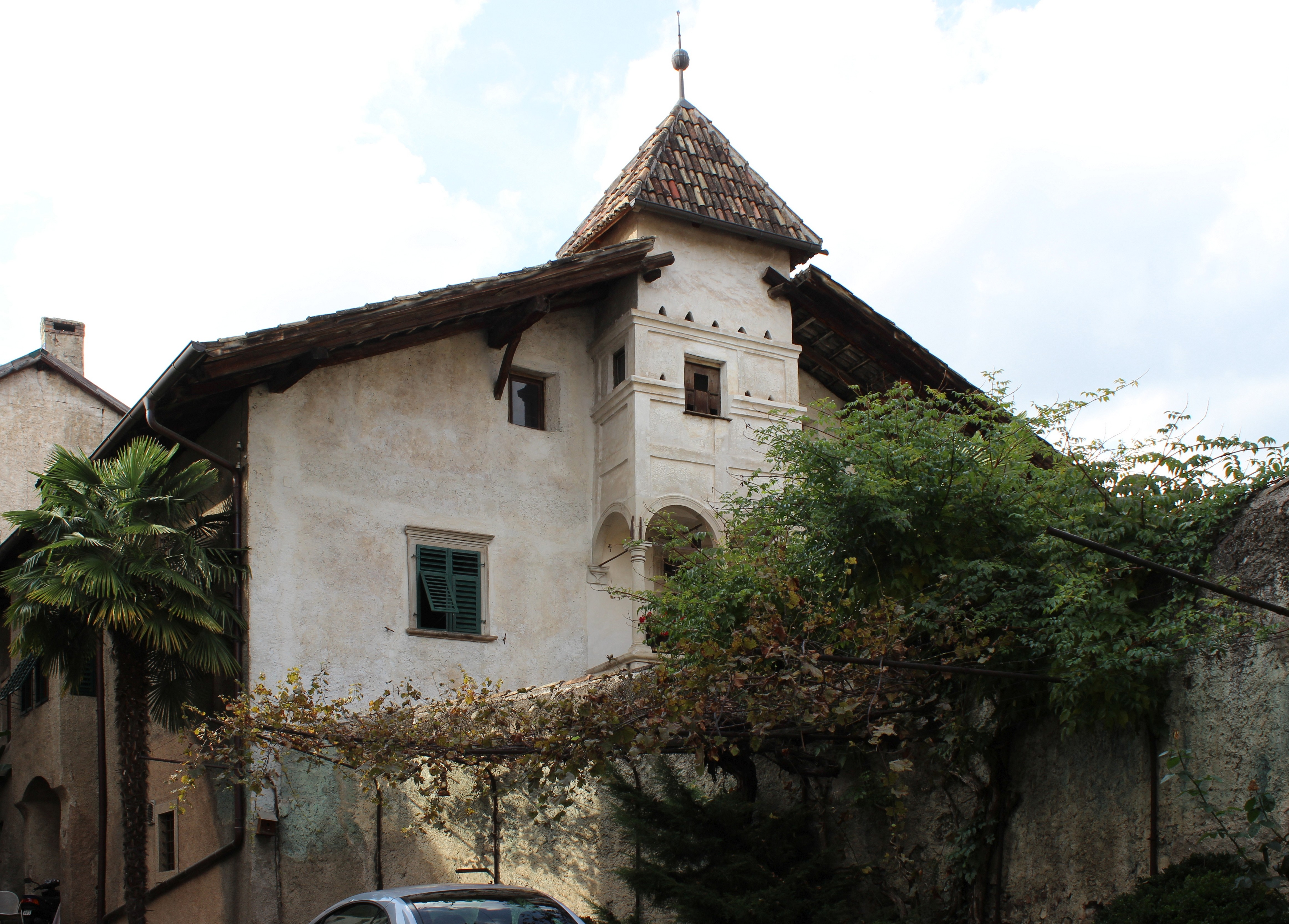
Reich am Platz in Kaltern

Reich am Platz, auch Reich zum Platz, ist ein alter Edelsitz und Baudenkmal in der Gemeinde Kaltern in Südtirol.

## Geschichte
Der Fassadenerker mit der Jahreszahl 1596 weist auf die Entstehungszeit des Gebäudes. Adam Runtscheiner ließ das Anwesen Ende des 16. Jahrhunderts im Überetscher Stil möglicherweise nach Plänen des Baumeisters Luca d’Allio errichten. Die Runtscheiner genannt Reich zu Platz galten im 17. Jahrhundert als eines der angesehensten Geschlechter von Kaltern. Der Name könnte auf den Ursprungsort Rundscheinberg im Hochstift Trient hinweisen. 1595 erhielt die Familie die Adelskonfirmation und eine Wappenverbesserung. Am 3. April 1660 heiratete Christoph Karl Runtscheiner genannt Reich von Platz Johanna Katharina Leis von Laimburg. Am 28. Mai 1704 erscheint in Innsbruck der Hauptmann Johann Christian Reich zu Platz. Über den weiteren Verbleib der Familie und Eigentumsverhältnisse des Ansitzes ist nichts bekannt. Seit dem 17. Januar 1951 steht das Gebäude unter Denkmalschutz. Am 28. Juli 1964 wurde dort das Gasthaus Drescherkeller eröffnet.

## Beschreibung
Der Fassadenerker an der Frontseite besitzt im ersten Stockwerk eine Loggia zu der eine Freitreppe führt. Der Hausgang im Erdgeschoss ist gewölbt. Mehrere Innenräume sind mit Kassetten- und Stuckdecken aus dem Spätbarock bis zum 19. Jahrhundert verziert.